# Яніна Висоцька-Охлевська
Яні́на Висо́цька-Охле́вська (пол. Janina Wysocka-Ochlewska; нар. 4 квітня 1903, Познань — пом. 9 травня 1975, Варшава) — польська піаністка, клавесиністка і педагогиня.

## Життєпис
Народилась у Познані 1903 року в родині актора Казімежа Висоцького і в майбутньому видатної акторки і театральної діячки Станіслави Висоцької.
1911 року після розлучення батьків разом з матір'ю переїхала до Києва, де пройшло її дитинство.
Станіслава Висоцька створила і очолювала київський Польський театр «Студія» і 1919 року викладала в Театральній академії.
В ці роки (1911—1919) Яніна навчалася в консерваторії, яка до 1913 року мала статус музичного училища (училище Київського відділення Імператорського російського музичного товариства).
1920 року разом з матір'ю і вітчимом Гжегожем Станіславським переїхала до Варшави, де продовжила навчання у Еґона Петрі.
1921—1926 року — навчання у Варшавській консерваторії (клас фортепіано Юзефа Турчинського).
Отримала диплом 1926 року.
1929—1930 років навчалася у Ванди Ландовської в Сен-Ле-ла-Форе неподалік від Парижа.
1927 року брала участь у Першому конкурсі піаністів імені Фридеріка Шопена.
1945—1950 — викладала гру на фортепіано в Кракові.
1950—1970 років викладала клавесин у Державній вищій музичній школі (нині Музична академія, Краків), де серед її учнів були в майбутньому відомі клавесиністки і педагогині, професорки Ельжбета Стефанська та Марта Чарні-Качмарська.
Опублікувала клавесинні твори польського Відродження (PWM, 1953), Полонези другої половини XVIII ст. (1960).

## Родина
Дружина Тадеуша Охлевського та дочка Станіслави Висоцької.
У січні 1945 року подружжя Охлевських усиновило єврейську дівчинку-сироту, батьки якої загинули під час Холокосту. Їх прийомна донька Марія Охлевська (нар. 25 березня 1939 року — пом. 23 липня 2001 року; справжнє ім'я і прізвище — Естера Горн) стала вченою в галузі сільськогосподарської науки, захистила докторську дисертацію.